# Заельцовский бор
Заельцовский бор — лесной массив, бор, расположенный в Заельцовском районе Новосибирска.
Находится близ побережья реки Обь.
В 1930-х годах обустроен как место для отдыха жителей города, создан парк.
На территории бора произрастают реликтовые сосны, в нём организован Заельцовский парк. Лесной массив входит в число перспективных особо охраняемых природных территорий (площадь собственно ООПТ 5 736 га, она также расположена на территории Новосибирского района). Данный лесной парк создан в 2021 году при одобрении правительства региона.